# واکنش آلدول–تیشچنکو
واکنش آلدول–تیشچنکو(به انگلیسی: Aldol–Tishchenko reaction) یک واکنش پشت سر هم شامل واکنش آلدول و واکنش تیشچنکو است. در سنتز آلی، روشی برای تبدیل آلدهیدها و کتون‌ها به ترکیبات ۳٬۱-هیدروکسیل است. توالی واکنش در بسیاری از نمونه‌ها از تبدیل یک کتون به یک انولات با عمل لیتیم دی‌ایزوپروپیل‌آمید (LDA) شروع می‌شود که یک آلدهید مناسب به آن اضافه می‌شود. سپس مونو استر دی‌ال به دست آمده توسط یک مرحله هیدرولیز به دی‌ال تبدیل می‌شود. با هر دو ترکیب استیل تری‌متیل‌سیلان  و پروپیوفنون به عنوان واکنش دهنده، دی‌ال به عنوان یک دیاستریو ایزومر خالص به دست می‌آید.